# داي سانت جون
داي سانت جون (بالإنجليزية: Dai St. John)‏ (1 أبريل 1871 في المملكة المتحدة - 23 نوفمبر 1899 بدولة البرتقال الحرة) هو ملاكم بريطاني وجنوب أفريقي، صنّف ضمن فئة وزن ثقيل.

## روابط خارجية
- داي سانت جون على موقع بوكس ريك (الإنجليزية) (registration required)